# 天國大魔境
《天國大魔境》是石黑正數所著的日本科幻漫畫，2018年3月號開始於《月刊Afternoon》連載，獲得《這本漫畫真厲害！2019》男生篇的第1名。2022年10月18日改編為電視動畫，動畫製作公司是Production I.G，於2023年4月至6月播放。
2023年7月，在日本博覽會獲頒金達摩獎最佳劇本漫畫獎。

## 故事概述
故事背景为一场史无前例的大災害彻底摧毁了现代文明并且已经过去了十五年。故事使用双线描述，其中一支为一群孩子被圈养在某个封闭设施中，他们被告知外面世界充满各种怪物，一天時男收到一則訊息询问他是否想到设施外面，而和他亲密的彌美姬则预言到外面会有两个人到来救她出去，而且其中一个人和時男样貌相同；另一支则是在外面荒废的世界，貴留子受委托作为保镖，带着小丸前去一个名为“天国”的地方。

## 登場人物
人物的名字順序為東立出版社及Disney+譯名／嗶哩嗶哩漫畫譯名。

### 外界

#### 主要人物
小丸／真流（聲：佐藤元）
15岁。生活在墙外的刺猬头少年。外貌中性，曾被誤認成女性。
稱呼貴留子為「姐姐」，與貴留子相依为命，喜歡著貴留子。
目标是前往「天国」。与時男长相相似，被托付前往天国找寻与自己长相一样的人。
具有将蛭子直接杀死的能力。殺死蛭子的能力，是三倉教會小丸的。
時雄及瑚那的孩子，有個雙胞胎兄弟大和，但目前無法確定是時雄的孩子還是克隆體。
貴留子／斩子（聲：千本木彩花）
自稱20歲（身體年齡），精神年齡18歲。
流浪在外的少女。有着一把光束枪，担当小丸的保镖，事实上自己一直默默的被小丸保护。
原居于东京都淺草區，本名为竹早春希，但身體的主人名為竹早桐子，是春希的姊姊。
因不明原因春希的大腦被名為“醫生”的人移植到姊姊的身體裡面。
為了找尋姐姐死亡的真相而踏上旅途，在保鑣事務所提供保鑣服務賺錢，在事務所結識小丸。
竹早春希（聲：伊瀨茉莉也）
和姊姊竹早桐子居住於淺草區的船山孤兒院的孤兒。
在賽車比賽中為了驅逐蛭子而被吞食，雖被姊姊救下，但下半身已被啃食掉，爾後不明原因大腦被“醫生”移植到姊姊竹早桐子身體裡，最後改名為貴留子。
竹早桐子（聲：千本木彩花）
和弟弟春希居住於淺草區的船山孤兒院的孤兒，是淺草區的知名賽車手，遭不明人士直接槍擊頭部而死，造成貴留子的頭上有一塊疤痕長不出頭髮。

#### 其他人物
稻崎露敏（聲：中井和哉）
曾是茨城區復興省的領導者。在與貴留子再見面後綁架並性侵了貴留子，在被小丸阻止犯行後行蹤不明。除性侵貴留子外，還綁架了另外一個女性並性侵與進行蛭子與人類結合的實驗，在被小丸阻止犯行並行蹤不明後，做實驗的房間被復興省的成員發現，並遭到復興省通緝。
曾待在不滅教團跟隨宇佐美學習醫術。
御藏／三倉（聲：杉山里穗）
全身罹患怪病的神祕女子。
帶著小丸來到貴留子的事務所並將小丸託付給貴留子後死亡。
在貴留子詢問要將小丸護送到哪裡時只在死前留下遺言「天國」。
真實身分是被換過腦的「奈多」，在大阪的醫院醒來後，改名為「三倉」，但真實身分也是換腦過的「園長」。
醫生
額頭有大型傷疤的中年男性，原為淺草區的醫生，在帮貴留子完成换脑手术后消失。
名為「佐古田」但並不清楚是否為本名。真實身分就是當年「天國學園」的保健醫生猿渡。
后来移居到奈良县復興省的所在地，在「祈禱鐘」侵犯奈良县復興省所在地时牺牲。
都都里／多多梨（聲：松岡美里）
出生地不詳，被“自警團”養大的少女。
能夠被小丸的能力摸到类似蛭子的核心。
夢想是成為旅館大亨。
真實身分是「天國學園」鷹和杏的孩子，在鷹與未千佳交手前，就將多多梨交放在自警團，後被自警團養大。
宇佐美（聲：武內駿輔）
名為「不滅教團」醫院中的醫生。
右眼綁著一條繃帶，白髮梳著白色的油頭的中年男子。
雖說叫不滅教團，但是是外人對醫院的稱呼，宇佐美自己對醫院並沒有任何自稱。
傳言該醫院對人類進行不人道的人體實驗，企圖將蛭子與人體結合，實際上是救助災後人們的慈善組織。醫院有大量先進設備維持星尾小姐的生命。
星尾死亡後帶著星尾的屍體到醫院頂樓並開槍自盡，死掉時手裡緊握著學園制服的鈕扣，後被小丸撿走。
真實身分是「天國學園」（高原學園）的白。
星尾
不滅教團的病人之一，也是教團的主要病人。
因為染上奇怪的病，如果病死會變成蛭子，因此宇佐美製造大量機械設備維持其生命。
染病後的星尾沒了雙眼，後來星尾的右眼，根據宇佐美右眼包著紗布的推測，星尾的右眼應該就是宇佐美捐的。
宇佐美懇求小丸殺死星尾，讓星尾以人類之姿死去，不希望星尾死後變成怪物。
星尾最後看著天空並留下對宇佐美的告白遺言後被小丸殺死。
真實身分是「天國學園」（高原學園）的美美姬。
水橋（聲：田村聖子）
反對宇美佐的組織「LiviuMan」的領袖。
十一（聲：咲野俊介）
在外流浪的情報份子，專門販賣情報維生。
原為被關在茨城中牆中鎮的11號豬種。
牆中鎮是重女輕男的集權城鎮，男性平時負責勞動力以及精子提供。
沒有最基本的居住區全部都集中在大型牢房內並被剝奪名字只以數字稱呼。
十一提供給兩名女性精子並生下男嬰，兩名女性為了救下兒子聯合十一策劃逃跑。
卻被同為豬種的9號通風報信，兩名女性慘遭鎮主處決，只剩十一成功逃跑。
十五（聲：澀谷彩乃）
十一提供精子所生的兒子，兩名牆中鎮女性居民的小孩。
具有冷凍空氣的能力。

### 高原學園

#### 一期生
亞思拉／阿斯拉（聲：能登麻美子）
已死亡。
在對小奈留下遺言「去尋找你愛的人」後上吊自殺。
能力相當多元，具有預感未來．治癒．飛行等等能力。
小奈／瑚那（聲：豐永利行）
喜歡畫畫並隱約具有預感能力，且與時男有曖昧關係。
具有能與別人共享感官的能力，但能力並不成熟。

#### 二期生
時男／时雄（聲：山村響）
生活在學園中的爱哭鬼，与小丸长相相似。
與小奈有曖昧關係並懷上小奈的孩子。孩子生下後被複製了克隆體，目前尚不清楚克隆體是小丸還是大和。
具有石化的能力。
彌美姬／美美姬（聲：福圓美里）
具有預感未來以及過去的能力。
預感到將來自己會被牆外的人拯救，並且聲稱其中一人長相與時男相似。
在學園遭到破壞後與白、鷹、杏離開了學園來到了外面的世界，化名為星尾。後罹患了黑斑病，全身多處截肢，僅能依賴機器維生和表達意見。
在小丸和貴留子的幫助下完成了再看一次天空的遺願，被小丸捏碎核心後死在了白的懷裡。
士郎／白（聲：武內駿輔）
暗戀彌美姬，具有超乎常人的學習能力。
平時運用能力躲在房間內發明各種機械。
不善常記別人長相以及與人相處，對自己的能力有自豪感。
在學園遭到破壞後與美美姬、鷹、杏離開了學園來到了外面的世界，化名為宇佐美。在美美姬死後亦舉槍自盡，死後手裡的勳章被尋來的小丸發現並拿走。
鷹（聲：新祐樹）
性格開朗且有超乎常人的運動神經，具有擁有隔空斬擊的能力。
在學園遭到破壞後與美美姬、白、杏離開了學園來到了外面的世界。
到外面世界後，在美美姬、白的見證下，與杏結婚。後與杏有了一個孩子，名叫「多多梨」。
在未千佳試圖殺掉「祈禱鐘」時，鷹試圖阻止，在把多多梨託付給自警團後，與未千佳展開決鬥，未千佳在發現鷹的弱點後，將鷹的脖子砍斷，鷹死亡。
魔境線中，前往伊豆的小丸及貴留子在借宿的旅館中，半夜被無頭怪鳥襲擊，根據「無頭」及「攻擊的姿勢」等特徵推測，這隻無頭怪鳥就是「鷹」變成的。
杏（聲：松岡美里）
擅長跳舞，對鷹有特殊感情。
在學園遭到破壞後與美美姬、白、鷹離開了學園來到了外面的世界。
到外面世界後，在美美姬、白的見證下，與鷹結婚。後生下了一個孩子，名叫「多多梨」。
杏在多多梨出生後不久，因黑斑病死去，屍體變成了氣息非常大的怪物，復興省的人稱它為「祈禱鐘」。

#### 三期生
多羅雄／多羅尾（聲：真堂圭）
具有超乎常人的怪力，能輕易舉起巨大的岩石。
暗戀時男，因得不明怪病而死亡。
玖玖／九九（聲：黑澤朋世）
四肢具有能吸附物體的能力。
在學園遭到破壞後，與未千佳、奧瑪離開了學校，後一起生活了幾年，四年後因黑斑病死亡，未千佳按照久久的遺願將屍體丟進海裡，最後變成了「多手怪魚」。
魔境線中，在船上襲擊小丸及貴留子的多手怪魚就是九九變成的。
伊羽／伊笑（聲：小橋里美）
能力不詳，與七貴有同性曖昧關係。
在高壁之城與七希一同生活，根據說書人十一的說法，常常有一對同性情侶指名他，推測就是七希與伊羽。後與七希、十一逃跑，但十一逃跑成功，與七希逃跑失敗，後被上吊處死。
七貴／七希（聲：澀谷彩乃）
能力不詳，與伊羽有同性曖昧關係。
在高壁之城與伊羽一同生活，根據說書人十一的說法，常常有一對同性情侶指名他，推測就是七希與伊羽。後與伊羽、十一逃跑，但十一逃跑成功，與伊羽逃跑失敗，後被上吊處死。
根據漫畫二十九話的扉頁，冰凍蜘蛛怪下窗框隱約看得到三個字，猜測冰凍蜘蛛怪應該是七希死後變成的。
根據同樣有冰凍能力的推測，十一的孩子十五，應該是與七希所生下的孩子。
美智香／未千佳（聲：西川舞）
具有超乎常人的反應力。
奧瑪在外頭，因為想念美美姬，未千佳帶著奧瑪尋找美美姬，路上遇見了鷹，後將鷹殺死，自己也斷了一隻手腕奄奄一息，後被姓竹塚的人家收留，後在東京的中野與奧瑪安頓下，改名為「竹塚未千佳」。
幾年後與奧瑪分開，獨自到了茨城縣復興省擔任打手，後遇到了小丸，跟小丸決鬥了兩場。

#### 四期生
奧瑪（聲：木野日菜）
具有能讓人引發恐懼的幻覺的能力。
後來跟未千佳被姓竹塚的人家收留，後在東京的中野與未千佳安頓下，改名為「竹塚奧瑪」。
後與未千佳分開，獨自找到了白與美美姬，三人一起生活。
魔境線中，貴留子在不滅教團的地下室裡，被一隻「讓人產生幻覺的怪物」產生幻覺，根據能力的推測，這隻怪物就是死後的「奧瑪」變成的。

#### 教職員
上仲詩乃（聲：磯邊萬沙子）
高原學園的創辦人，又稱之為園長。
對外聲稱自己因為年邁而行走不便，所以只能依靠輪椅移動。但實際上四肢極為健全，甚至能奔跑。
將青島提名為下任園長，目的是為了將大腦移植到青島身體裡。
在搶奪時男的孩子時雙手遭到時男石化，然后在“天国”被军方攻陷，得知“奈多”受伤昏迷后，让猿渡将自己脑部换到“奈多”身上。
猿渡（聲：武藤正史）
負責學園醫療以及食物的工作人員。
具有人腦移植的技術。
為了將學生帶離學園，與青島策畫逃生計畫。
青島（聲：種崎敦美）
負責看管學生的工作，被園長提名為下任園長。
性格有些中二。
為了將學生帶離學園，與猿渡策畫逃生計畫，並將此計畫稱為「諾亞計畫」，但據本人所說是臨時想出來的名字。
美娜／米娜（聲：久川綾）
學園的人工智能。
2000年時，預言到2024年的時候，將會有小行星撞上地球。

## 出版書籍
| 卷數 | 講談社         | 講談社                 | 東立出版社     | 東立出版社             | 新星出版社 | 新星出版社             |
| 卷數 | 發售日期       | ISBN                   | 發售日期       | ISBN                   | 發售日期   | ISBN                   |
| ---- | -------------- | ---------------------- | -------------- | ---------------------- | ---------- | ---------------------- |
| 1    | 2018年7月23日  | ISBN 978-4-06-511976-1 | 2019年3月15日  | ISBN 978-957-26-2652-8 | 出版预订   | ISBN 978-7-5133-5228-4 |
| 2    | 2019年3月22日  | ISBN 978-4-06-514744-3 | 2020年3月31日  | ISBN 978-957-26-2653-5 | 出版预订   | ISBN 978-7-5133-5228-4 |
| 3    | 2019年10月23日 | ISBN 978-4-06-517266-7 | 2021年9月9日   | ISBN 978-957-26-4413-3 | 出版预订   | ISBN 978-7-5133-5228-4 |
| 4    | 2020年5月22日  | ISBN 978-4-06-519470-6 | 2022年8月8日   | ISBN 978-957-26-5334-0 | 出版预订   | ISBN 978-7-5133-5228-4 |
| 5    | 2020年12月23日 | ISBN 978-4-06-521725-2 | 2023年8月18日  | ISBN 978-957-26-9814-3 |            |                        |
| 6    | 2021年7月21日  | ISBN 978-4-06-524049-6 | 2023年9月15日  | ISBN 978-626-360-024-9 |            |                        |
| 7    | 2022年3月23日  | ISBN 978-4-06-527299-2 | 2023年12月28日 | ISBN 978-626-02-0164-7 |            |                        |
| 8    | 2022年11月22日 | ISBN 978-4-06-529589-2 | 2024年5月6日   | ISBN 978-626-02-0431-0 |            |                        |
| 9    | 2023年6月22日  | ISBN 978-4-06-531944-4 | 2025年2月14日  | ISBN 978-626-02-1583-5 |            |                        |
| 10   | 2024年2月22日  | ISBN 978-4-06-534205-3 | 2025年4月10日  | ISBN 978-626-02-2628-2 |            |                        |
| 11   | 2024年10月22日 | ISBN 978-4-06-537054-4 |                |                        |            |                        |
| 12   | 2025年7月23日  | ISBN 978-4-06-540046-3 |                |                        |            |                        |

- 天國大魔境卡漫公式資料手冊（天国大魔境公式コミックガイド「天国」の秘密と「魔境」の歩き方）

| 卷數 | 講談社         | 講談社                 |
| 卷數 | 發售日期       | ISBN                   |
| ---- | -------------- | ---------------------- |
| 1    | 2022年11月22日 | ISBN 978-4-06-528578-7 |

## 網頁遊戲
2019年10月22日，根據漫畫改編的免費網頁遊戲在niconico旗下的遊戲網站上推出。

## 電視動畫
電視動畫於2023年4月起在日本TOKYO MX等電視台播出，並於迪士尼旗下串流媒體進行全世界獨佔線上播出（美國於Hulu播出，拉丁美洲於Star+播出。其他地區於Disney+播出）。
製作人員
- 原作：石黑正數
- 導演：森大貴
- 人物設計：（南方研究所）
- 蛭子設計：古川良太
- 道具設計：富坂真帆、澤田讓治
- 槍械設計：高田晃
- 機械設計：常木志伸
- 色彩設計：廣瀨泉
- 美術監督：金子雄司
- 美術設定：Brunet Stanislas / 伊井藏、上田瑞香、平澤晃弘、高橋武之
- 3D：directrain、IG3D、5
- Motion Graphics：大城丈宗
- 2DW：CAPSULE、濱中亞希子
- 攝影監督：脇顯太朗
- 剪輯：坂本久美子
- 音樂：牛尾憲輔
- 動畫製作：Production I.G
- 製作：天國大魔境製作委員会

### 主題曲
片頭曲innocent arrogance
演唱：BiSH
作詞：作词：松隈健太×JxSxK，作曲：松隈健太
第1话作片尾曲
片尾曲誰も彼も何処も何も知らない 
演唱：ASOBI同盟
作词：，作曲：，编曲：江口亮（第8話編曲：ASOBI同盟）
第1话未使用

### 各話列表
| 話數 | 日文標題 | 中文標題       | 劇本       | 分鏡                         | 演出                                | 战斗分镜   | 作畫監督                                                                                            | 首播日期      |
| ---- | -------- | -------------- | ---------- | ---------------------------- | ----------------------------------- | ---------- | --------------------------------------------------------------------------------------------------- | ------------- |
| 1    |          | 天国与地狱     | 深见真     | 森大贵                       | 森大贵                              | 竹内哲也   | 吉田优子、古川良太、渡边爱                                                                          | 2023年 4月1日 |
| 2    |          | 两人的告白     | 深见真     | 土上树                       | 柴田海                              | -          | 岩泽亨、吉田优子、土上树 奥野治男、具志坚真由、柴田海                                               | 4月8日        |
| 3    |          | 桐子與春希     | 窪山阿佐子 | 野村和也                     | 野村和也                            | -          | 榎本柊斗、伊藤香奈                                                                                  | 4月15日       |
| 4    |          | 玖玖           | 深见真     | 大冢隆史                     | 大冢隆史                            | 铃木明日香 | 铃木明日香、植田实                                                                                  | 4月22日       |
| 5    |          | 命定之日       |            | 新井陽次郎                   | 小村方宏治                          | -          | 具志堅真由、 藤卷廉、 渡邊愛                                                                        | 4月29日       |
| 6    |          | 100%安全的水   | 窪山阿佐子 | 古川良太、增田惇人、奧野治男 | 增田惇人、齋藤秀二、濱田將太        | -          | 古川良太、福岛沙映、奥野治男 高乘阳子、小林冴子、小松真梨子 河村明夫、村松尚雄、长谷川早纪          | 5月6日        |
| 7    |          | 不滅教團       | 野村一九三 | 奥野治男                     | 阿部将光                            | -          | 片桐贵悠、奥野治男、具志坚真由                                                                      | 5月13日       |
| 8    |          | 他們的選擇     | 窪山阿佐子 | 藤田春香                     | 仲野良                              | -          | 富坂真帆、奧谷花奈 澤田英彥、小林冴子、廣江啟輔 永野裕大、、柴田海                                  | 5月20日       |
| 9    |          | 學園的孩子們   | 深见真     | 野村和也                     | 野村和也                            | -          | 具志坚真由、平冈惠实 福岛沙映、会津五月                                                             | 5月27日       |
| 10   |          | 圍牆小鎮       | 窪山阿佐子 | 五十嵐海                     | 五十嵐海                            | -          | 竹内哲也                                                                                            | 6月3日        |
| 11   |          | 測試開始       | 野村一九三 | 森山悠二郎                   | 森山悠二郎                          | -          | 鈴木繪萬、森山悠二郎 夕一美、奧野治男 黃瀨和哉、新野量太、具志堅真由 河村明夫、窪田康高、小松真梨子 | 6月10日       |
| 12   |          | 外面的外面     | 深見真     | 石井俊匡                     | 篠原准                              | -          | 、天崎學、榎本柊斗 、吉田優子、TOMATO 小谷杏子、伊藤香奈、柴田海                                    | 6月17日       |
| 13   |          | 旅途才剛剛開始 | 森大貴     | 伊藤智彥                     | 柴田海、小村方宏治 竹内哲也、森大贵 | -          | 具志坚真由、古川良太、奥谷花奈 、泽田英彦、石冢健、福岛沙映 长谷川早纪、富坂真帆、吉田优子          | 6月24日       |

### 播映平台
| 播映地區         | 播映平台         | 播映日期              | 播映時間              | 備註   |
| ---------------- | ---------------- | --------------------- | --------------------- | ------ |
| Disney+ 服務地區 | Disney+ 服務地區 | 2023年4月1日－6月24日 | 星期六 21:00（UTC+8） | [ 35 ] |
| 美國             | hulu             | 2023年4月1日－6月24日 | 星期六 21:00（UTC+8） |        |
| 拉丁美洲         | Star+            | 2023年4月1日－6月24日 | 星期六 21:00（UTC+8） |        |

## 外部連結
- 漫畫官方網站（日語）
- 電視動畫官方網站（日語）
- 電視動畫的X（前Twitter）（日語）